# Pehr Henrik Lundgren
Pehr Henrik Lundgren (22. juli 1824 - 12. juni 1855 i sindssyge) var en svensk medaljør, søn af Ludvig Lundgren.
Denne kunstner, elev af Byström og senere uddannet af Qvarnström, udførte med held en del medaljer efter sidstnævnte kunstners komposition og skabte i sit selvstændige arbejde, en model til en medalje over prins Gustaf af Sverige (1853), et dygtigt værk, der indbragte ham Akademiets store pris og 3-årigt rejsestipendium (til Paris).